# إنغريد فينينغر
إنغريد فينينغر (بالإنجليزية: Ingrid Veninger) هي ممثلة وكاتبة ومخرجة وأستاذة سينمائية كندية في جامعة يورك. ولدت في 21 أغسطس 1968 في براتيسلافا، سلوفاكيا.

## روابط خارجية
- إنغريد فينينغر على موقع IMDb (الإنجليزية)
- إنغريد فينينغر على موقع ألو سيني (الفرنسية)
- إنغريد فينينغر على موقع أول موفي (الإنجليزية)
- إنغريد فينينغر على موقع قاعدة بيانات الأفلام السويدية (السويدية)
- إنغريد فينينغر على موقع قاعدة بيانات الفيلم (الإنجليزية)
- إنغريد فينينغر على موقع كينوبويسك (الروسية)